# Habash Al-Hasib
Ahmad ibn ‘Abdallah al-Marwazi Habash al-Hasib était un astronome persan vraisemblablement né à Merv, dans le Khorassan en Perse, autour des années 770 (puisqu’il mourut centenaire dans les années 870) et qui travailla essentiellement à Bagdad sous les règnes des califes Al-Mamun et Al-Mutasim pour lesquels il réalisa des observations dans la période 825-835.
On lui doit surtout la compilation de trois importantes tables astronomiques[réf. souhaitée] :
- la première fut établie à la façon des astronomes hindous ;
- la deuxième appelée « Table Test » est la plus importante. Elle fut composée à partir de documents essentiellement « arabes » et il y a tout lieu de penser qu’elle constitue en fait la mise en forme d’un travail collectif de tous les astronomes travaillant à l’époque à Bagdad[Interprétation personnelle ?] ;
- la troisième, beaucoup moins importante, est appelée « Table du Shah ».

Lors de l’éclipse de Soleil de 829, al-Marwazi proposa une mesure de la durée du phénomène basée sur l’élévation du Soleil au-dessus de l’horizon, une méthode qu’adopteront par la suite la plupart des astronomes arabes.
Il introduisit aussi la notion « d'ombre » qui pourrait correspondre à notre notion moderne de tangente et il dressa une table de telles « ombres ». Il aurait été le premier à travailler ainsi.
Dans son al-Zij al-dimashqi (Tables de Damas),  Al-Marwazi modernisa les raisonnements de l'Almageste en introduisant les sinus, cosinus et tangentes. Il compara également ses mesures avec celles faites par Ptolémée et corrigea celles-ci en conséquence. Il s'intéressa aussi au problème de la visibilité du croissant de Lune, c'est-à-dire l'étude de l'instant où il est visible juste avant le lever du soleil ou juste après son coucher.